# Incidente del Convair 990 di Spantax del 1970
Il 5 gennaio 1970 un Convair 990 Coronado operato dalla compagnia aerea spagnola Spantax si schiantò poco dopo il decollo dall'aeroporto di Stoccolma-Arlanda, provocando la morte di cinque delle dieci persone a bordo.

## Antefatti
La sera del 5 gennaio l'aereo era in procinto di partire per Palma di Maiorca con a bordo dei turisti svedesi, ma durante la corsa al decollo il motore numero 4 ebbe un guasto improvviso. Il decollo fu abortito, il Convair tornò al gate e i passeggeri sbarcarono subito. In tarda serata si decise di effettuare un volo tecnico con soli tre motori per Zurigo allo scopo di effettuare il cambio del motore difettoso (la Swissair aveva diversi CV-990 nella propria flotta e disponeva di parti di ricambio). A bordo c'erano tre membri dell'equipaggio e sette passeggeri. Le condizioni meteorologiche registrate presso l'aeroporto riportavano venti di forte intensità e temperature intorno ai -27 °C.

## L'incidente
Alle 22:24, l'aereo iniziò la sua corsa di decollo sulla pista 19. Ad un certo punto il muso imbardò a destra. Il problema venne corretto riducendo la potenza del motore numero 1 dall'85% all'80-60%. L'aereo staccò da terra a 134 nodi (248 km/h) con i flap impostati a 27 gradi. Durante la salita, virò di 4-6 gradi a destra e la velocità scese improvvisamente a 10 nodi sotto la V2 di 145 nodi (269 km/h). L'aereo entrò in contatto con alcune cime degli alberi, si inclinò lateralmente di 10-15 gradi per poi schiantarsi a 1.800 metri dal punto di decollo. Il Convair strisciò nel bosco spezzandosi in più parti. La cabina di pilotaggio si separò dal resto della fusoliera rimanendo incuneata tra i tronchi degli alberi e il terreno ghiacciato inclinata di 45 gradi a sinistra.
Il primo ufficiale Miguel Granado, seduto a destra, rimase intrappolato quando il sedile fu proiettato in avanti ed entrambe le gambe finirono incastrate sotto al cruscotto; l'impattò comportò una frattura scomposta alla sua gamba destra mentre il piede sinistro subì uno schiacciamento, così come il polpaccio sinistro e il tendine di Achille. Uno degli ingegneri della manutenzione dell'aereo finì intrappolato sotto il primo ufficiale e rimediò fratture multiple delle costole. Per tentare di alleviare la pressione su di lui, Granado tentò di reggersi aggrappato senza guanti ai rottami della fusoliera, subendo dei gravi danni da congelamento alle mani.
Il comandante se la cavò con lievi contusioni riuscendo a liberarsi e ad uscire. Consapevole del rischio che avrebbe comportato al suo organismo l'esposizione alle basse temperature, tentò di rimanere in movimento per scaldarsi, riuscendo così a riportare solamente un lieve congelamento alle mani e ai piedi. Nell'oscurità e nella neve soffice riuscì a trovare il trasmettitore del localizzatore di emergenza, potendo così chiedere aiuto. Solamente ad un centinaio di metri di distanza si trovava una casa abitata da una famiglia che non si accorse dell'incidente, avvenuto mentre essi dormivano; furono svegliati solamente quando un elicottero della polizia sorvolò la loro casa.

## Operazioni di soccorso
Quattro ore dopo l'incidente il pronto intervento riuscì a localizzare l'aereo. Il primo ufficiale Granado, che era rimasto intrappolato, dovette aspettare più di otto ore al freddo prima di essere liberato. Al momento dell'incidente, la preparazione ad un disastro simile ad Arlanda era minima. Un'ambulanza era di stanza a Löwenströmska lasarettet a Upplands Väsby 10 km a sud, ma non era dotata di radio. Il personale fu inviato in abiti bianchi e zoccoli ai piedi per aiutare i sopravvissuti. Cinque persone, compreso un assistente di volo svedese, morirono per il freddo.

## Le indagini
La Swedish Accident Investigation Authority riassunse i fattori che portarono all'incidente:
- Perdita inaspettata, da parte dell'equipaggio, dei riferimenti visivi dopo il decollo.
- Perdita di controllo direzionale durante il passaggio dal volo visivo a quello strumentale. L'imbardata che si manifestò durante la corsa al decollo generò una maggiore resistenza oltre che al fenomeno del rollio indotto.
- La presenza di un'inversione di temperatura, che comportò una discesa verso il basso e una perdita di velocità.
- Presenza di un wind shear, che causò un'ulteriore perdita di velocità.

L'indagine si soffermo anche sull'efficienza delle operazioni di emergenza ed evidenziò alcune carenze nei sistemi di ricerca e soccorso, che in seguito portarono ad una radicale riorganizzazione.

## Conseguenze
L'incidente della Spantax costituì uno degli eventi che portarono l'assistenza sanitaria svedese a sviluppare sia la preparazione che le attrezzature mediche contro questa tipologia di disastri. Cominciarono anche ad essere predisposti dei piani di emergenza.